# Saint-Médard (Indre)
Saint-Médard ist eine französische Gemeinde mit 61 Einwohnern (Stand: 1. Januar 2022) im Département Indre in der Region Centre-Val de Loire. Sie gehört zum Arrondissement Châteauroux und zum Kanton Buzançais. Die Einwohner werden Marsiens genannt.

## Geographie
Die Gemeinde Saint-Médard liegt an der Grenze zm Département Indre-et-Loire, etwa 38 Kilometer westnordwestlich von Châteauroux. Sie grenzt im Nordwesten und Norden an Villedômain, im Norden und Osten an Préaux, im Südosten an Villegouin, im Südosten und Süden an Palluau-sur-Indre, im Süden an Le Tranger sowie im Westen an Châtillon-sur-Indre.

## Bevölkerungsentwicklung
| Jahr                       | 1962 | 1968 | 1975 | 1982 | 1990 | 1999 | 2006 | 2013 | 2020 |
| Einwohner                  | 128  | 105  | 101  | 90   | 84   | 73   | 49   | 42   | 54   |
| Quellen: Cassini und INSEE |      |      |      |      |      |      |      |      |      |